# Джорджина Мейс
Джорджина Мері Мейс (англ. Georgina Mary Mace; 12 липня 1953, Лондон — 19 вересня 2020) — британська вчена, еколог і популяційний біолог, експертка з біорізноманіття. Членкиня Лондонського королівського товариства (2002), професор Лондонського університету. Лауреатка премії Хейнекена (2016) та інших відзнак.
Систему наукових критеріїв, яку розробила Джорджина Мейс для екосистем і загрожених видів, 2000 року Міжнародний союз охорони природи (МСОП) прийняв за основу для Червоного списку загрожених видів.

## Життєпис
Закінчила Ліверпульський університет (бакалавр зоології, 1976). Ступінь доктора філософії з еволюційної біології з роботою з порівняльної екології дрібних ссавців здобула 1979 року в Сассекському університеті (2007 року тут її буде відзначено почесним докторським ступенем). Потім на постдокських позиціях у Смітсонівському інституті у Вашингтоні і в Ньюкаслі-на-Тайні, після чого повернулася до Лондона. Від 1986 (91?) року наукова співробітниця, у 2000—2006 роках директор з науки Інституту зоології Зоологічного товариства Лондона.
У 2006—2012 роках — в Імперському коледжі Лондона, професор, директор Центру популяційної біології.
Від 2012 року — в Університетському коледжі Лондона, професор біорізноманіття та екосистем та голова Центру досліджень біорізноманіття та довкілля.
У 2001—2004 роках віцепрезидент, а в 2011—2013 роках — президент Британського екологічного товариства. У 2007—2009 роках — президент Товариства природоохоронної біології. У 2007—2010 роках — заступниця голови Diversitas. 
SCB Europe організовує Європейський конгрес з природоохоронної біології з 2006 року, а 2022 рік буде організовано в Чеському університеті наук про життя в Празі. Це сприяє обміну думками щодо природоохоронної науки, практики та політики охорони природи з метою сприяння захисту біорізноманіття в Європі.
Наукова редакторка PLOS Biology.

## Відзнаки
- 1991 — Pew Fellows Program in Conservation and the Environment, Marine Fellow 1991—1994, Pew Charitable Trusts[en][7]
- 1995 — NERC Advanced Fellowship 1995—1999
- 2005 — Ulysses S. Seal Award for Innovation in Conservation
- 2007 — International Cosmos Prize[ru]
- 2011 — Ernst Haeckel Prize, Європейська екологічна федерація[en] (перше присвоєння)[8]
- 2011 — ECI Prize[en]
- 2012 — медаль Фрінка[en]
- 2016 — премія Гейнекена (в галузі екології)
- 2016 — медаль Ліннея Лондонського ліннеївського товариства
- 2018 — BBVA Foundation Frontiers of Knowledge Award

Також відзначена медаллю президента Британського екологічного товариства та відзнакою за визначну службу Товариства природоохоронної біології.
Почесний доктор Сассекського (2007) і Ланкастерського (2015) університетів.
Дама-командор Ордена Британської імперії (2016, командор 2007, офіцер 1998).